# カープラス式

エタン誘導体について得られたカープラス式 J_{HH}(φ) = 12 cos^{2}φ - cosφ+2 のグラフ

カープラス式（カープラスしき、英: Karplus equation）は、核磁気共鳴 (NMR) 分光法におけるJカップリング定数と二面角との間の相関を記述する式である。マーティン・カープラスの名前に因む。
{\displaystyle J(\phi )=A\cos ^{2}\phi +B\cos \,\phi +C}
J は 3J カップリング定数、{\displaystyle \phi }は二面角、A、BおよびCは原子および置換基に依存する経験的パラメータである。この相関は様々な等価な方法で表される。例えば、cos2φではなくcos 2φが使用されることもある。それぞれの式では、異なるA、BおよびCの数値が使用されるが、相関の性質について変わることはない。
この相関は、3JH,H結合定数に用いられる。上付き文字の"3"は、ある1H原子がもう一つの1H原子と3結合 (H-C-C-H) 離れて、カップリングしていることを示している。このように隣合う炭素原子と結合している水素原子をビシナルと呼ぶ。これらのカップリングの大きさは一般的に、ねじれ角度が90°に近い時最小で、0および180°の時最大となる。
この局所的な幾何構造とカップリング定数の相関は核磁気共鳴分光法全般に渡って非常に重要であり、タンパク質NMR研究において主鎖のねじれ角度を決定する方法として特に有用である。